# Семендяєво (Тверська область)
Семендяєво (рос. Семендяево) — село в Калязінському районі Тверської області Російської Федерації.
Населення становить 278 осіб. Входить до складу муніципального утворення Семендяєвське сільське поселення.

## Історія
Від 2005 року входило до складу муніципального утворення Семендяєвське сільське поселення.

## Населення
| 1859 | 1888 | 1989 | 2002 | 2010 |
| ---- | ---- | ---- | ---- | ---- |
| 267  | ↘243 | ↗300 | ↘281 | ↘278 |